# Андре Ледюк
Андре Ледюк (фр. André Leducq, 27 лютого 1904 — 18 червня 1980) — французький велогонщик.
Олімпійський чемпіон 1924 року в роздільній командній гонці.
Чемпіон світу з велоперегонів на шосе 1924 року в аматорській груповій шосейній гонці.